# マーク・ブリスコ
マーク・ブリスコ（Mark Briscoe、1985年1月18日 - ）は、アメリカ合衆国の男性プロレスラー。
本名、マーク・ピュー（Mark Pugh）。デラウェア州出身。AEW所属。
兄であるジェイ・ブリスコとのタッグチーム『ブリスコ・ブラザーズ』で活動している。

## 経歴
兄であるジェイ・ブリスコとのコンビで2000年5月にプロレスデビュー。以後、兄弟タッグとしてCZWやJAPWなどの独立系団体を渡り歩き、2002年には大日本プロレスへ来日を果たした。
ROHには旗揚げ戦から参加し、2003年11月1日にはROH世界タッグ王座を獲得。同王座を巡ってセカンド・シティ・セインツ（CMパンク & コルト・カバナ）と抗争を繰り広げた。
2004年、バイク事故によって負傷し、プロレスを休業。2006年に開催されたROHの4周年記念大会にジェイと共に復帰し、それ以降ROHを主戦場に活動を再開する。
2007年2月24日、クリストファー・ダニエルズ、マット・サイダル組を破り、約3年ぶりにタッグ王座を獲得。同年3月3日には土井成樹、鷹木信悟組にリヴァプールで王座を奪われるものの、約1か月で王座を奪回。それ以降、同年12月30日に王座を奪われるまでタッグチーム版絶対王者として団体に君臨した。
2007年1月にはプロレスリング・ノアへ来日し、GHCジュニアヘビー級タッグ王座を獲得。同年7月に開催された日テレG+杯争奪ジュニアヘビー級タッグ・リーグ戦にも参戦した。
2016年1月4日、新日本プロレスのWRESTLE KINGDOM 10に矢野通のXとしてジェイとともに参戦。
バッドラック・ファレ、タマ・トンガ、高橋裕二郎との試合は『NEVER無差別級6人タッグ王座決定戦』とされ、初代王者となった。
翌1月5日には後楽園ホール大会のメインイベントでバッドラック・ファレ、ヤング・バックスを相手に初防衛に成功。

## 得意技

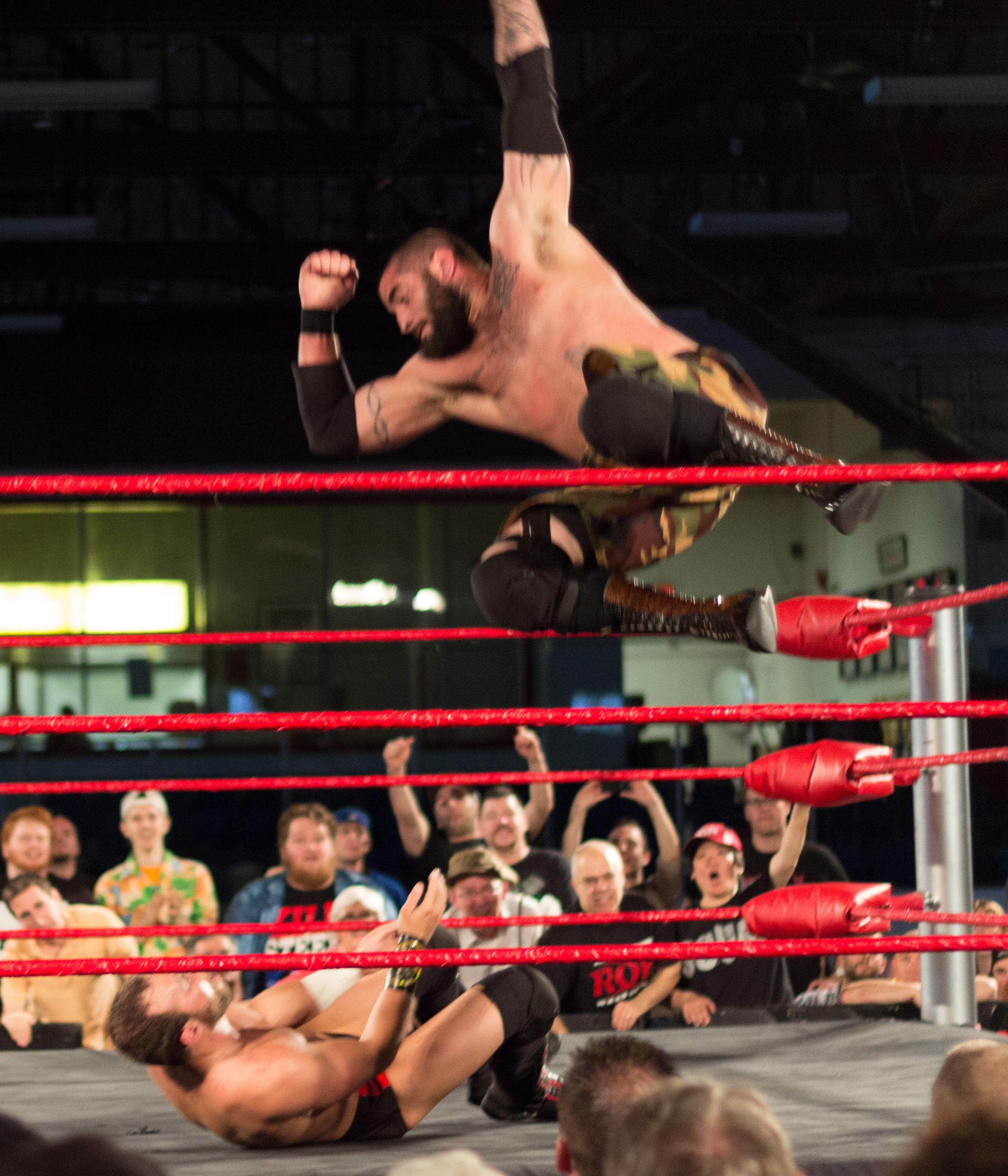
ダイビング・エルボー・ドロップ

### フィニッシュ・ホールド
カット・スロート・ドライバー
相手の片腕を相手の首に巻きつけて仕掛ける変形バーニング・ハンマー。小橋建太が「眠々打破」の名称で使用しているリストクラッチ式バーニングハンマーとは異なり、相手をアルゼンチン式に担ぎ上げてオリジナルのバーニング・ハンマーに近い形で落とす。そのため、ノア参戦時には使用を控えている。
シューティングスター・プレス
日本やアメリカの一部では、シューティングマーク・プレスと呼ばれる。コーナー最上段から場外に向けて放つことや、トラックの荷台、入場ゲートから放つこともあり、彼の代名詞的な技として知られている。
ダイビング・エルボー・ドロップ
ジェイ・ドライバー
ブリスコ・サルト（ムーンサルト・プレス）
スプリングボード・ブリスコ・カッター
スリングショット式フット・スタンプ
スプリングボード式コークスクリューボディ・プレス

### 打撃技
エルボー
エルボー・スタンプ
エルボー・スマッシュ
バックエルボー
バック・ハンド・チョップ
チョップ・スマッシュ
地獄突き
ブリスコ・バーレイジ
地獄突きとチョップのコンビネーションからレッグラリアットに移行するラッシュ技。ブルース・リー風の怪鳥音と共に技を放つ。
ナックルパート
クローズライン
延髄斬り
ビッグブーツ
スーパーキック

### 投げ技
スープレックス
スーパープレックス
ジャーマンスープレックス
ベリー・トゥー・バック・スープレックス
裏投げ

### 合体技
スプリングボード・ドゥームズデイ・デバイス
兄ジェイとの合体技。ジェイが相手を肩車し、マークがエプロンからスプリングボード式にトップロープに飛び乗り、相手にラリアットを放つ。三角飛び式にリングからノータッチでトップロープに飛び乗り、反転しながら相手を倒すこともあり、バリエーションは豊富。巨大ラダーを潜り抜けて放ったこともある。
カット・スロート・ドライバー・レッグ・ドロップ・コンボ
兄ジェイとの合体技。マークがカット・スロート・ドライバーの体制で担ぎ上げた相手の頭にジェイがダイビング・レッグ・ドロップを放ち、そのままの勢いで相手の後頭部をマットに突き刺す。
スパイク・ジェイ・ドリラー
兄ジェイとの合体技。ジェイがダブルアーム・パイルドライバーの体勢で相手を抱え上げ、マークがスプリングボード式に飛んで相手の脚を捕え、2人でマットに突き刺す。
シューティングスター・プレス・レッグ・ドロップ・コンボ
兄ジェイとの合体技。ジェイとマークがコーナー対角線上に上り、リング中央で仰向けに倒れている相手にレッグ・ドロップとシューティングスター・プレスを同時に決める。
レッドネック・ブギ
兄ジェイとの合体技。マークがスプラッシュ・マウンテンの体制に相手を担ぎ上げ、ジェイが走り込んでネックブリーカーに捕らえる。

## タイトル歴
ROH
- ROH世界王座 : 1回（第40代）
- ROH世界タッグ王座 : 13回
- ROH世界6人タッグ王座 : 1回

インパクト・レスリング

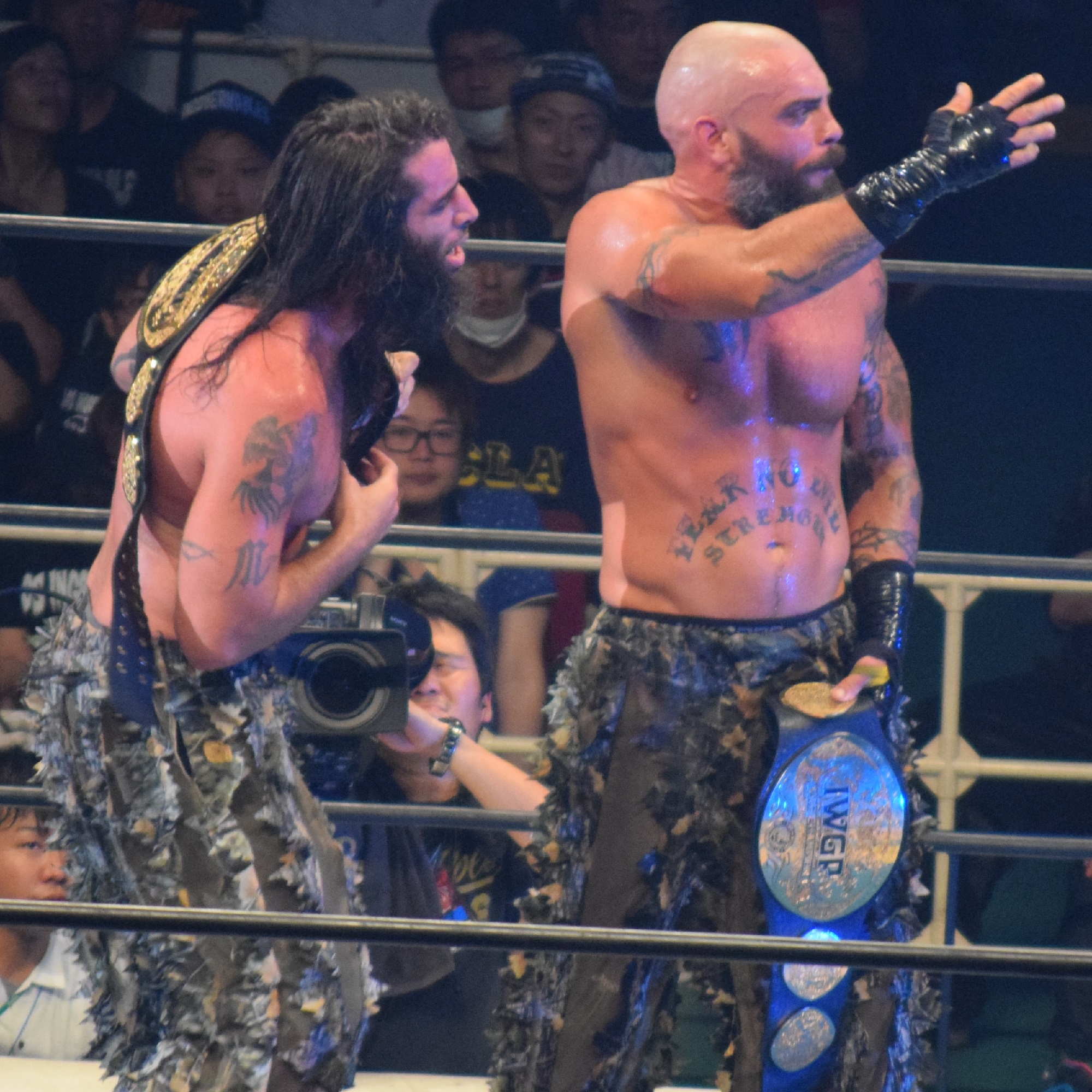
IWGPタッグ王座を手にするマーク（左）とジェイ（右）

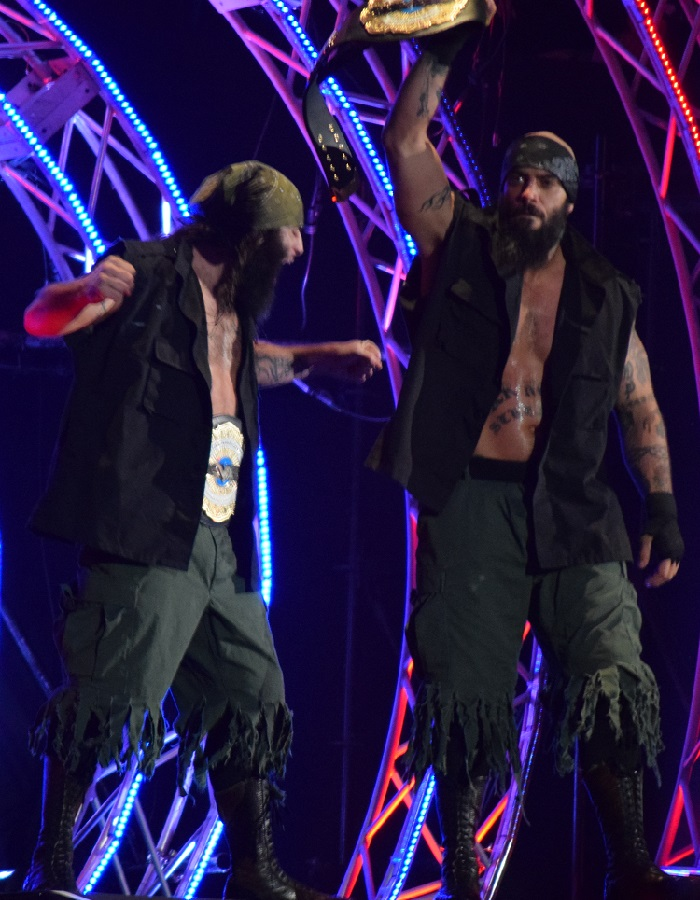
NEVER無差別級6人タッグ王座

- インパクト世界タッグ王座 : 1回（第59代）

NWA
- クロケット・カップ 優勝 : 1回（2022年）

CZW
- CZW世界タッグ王座 : 1回

FIP
- FIPタッグ王座 : 1回

プロレスリング・ノア
- GHCジュニアヘビー級タッグ王座 : 1回（第5代）

新日本プロレス
- IWGPタッグ王座 : 1回（第71代）
- NEVER無差別級6人タッグ王座 : 2回（初代、第3代）

他、アメリカのインディー団体を中心に多数獲得。